# Titularbistum Timidana
Timidana ist ein Titularbistum der römisch-katholischen Kirche.
Es geht zurück auf einen untergegangenen Bischofssitz in der gleichnamigen antiken Stadt, die in der römischen Provinz Mauretania Caesariensis im heutigen nördlichen Algeriens lag.
| Titularbischöfe von Timidana |                          |                              |               |                |
| Nr.                          | Name                     | Amt                          | von           | bis            |
| 1                            | Walter Joseph Schoenherr | Weihbischof in Detroit (USA) | 8. März 1968  | 27. April 2007 |
| 2                            | Arthur Kennedy           | Weihbischof in Boston (USA)  | 30. Juni 2010 |                |